# Fontenelle-en-Brie

Fontenelle-en-Brie este o comună în departamentul Aisne din nordul Franței. În 1 ianuarie 2018 avea o populație de 201 de locuitori.